# Красавин, Александр Павлович
Александр Павлович Красавин (30 июля 1931, Верхний Авзян, Башкирская АССР — 2011) — учёный в области горного производства, заслуженный деятель науки и техники Российской Федерации.

## Биография
Родился 30 июля 1931 года в пос. Верхний Авзян Белорецкого района Башкирской АССР. Окончил Магнитогорский горно-металлургический институт (МГМИ) по специальности «подземная разработка месторождений полезных ископаемых» (1954).
В 1954—1958 гг. горный инженер, старший инженер, начальник отдела шахты, начальник шахты, начальник рудоуправления Объекта № 9 СГАО «Висмут» (Германия).
С 1958 г. в Челябинском НИИ горного дела: начальник лаборатории, начальник отдела.
В 1963 году в МГМИ защитил кандидатскую диссертацию на тему «Исследование основных вопросов подземной разработки сближенных наклонных жил средней мощности в условиях Вишневогорского месторождения».
В 1963—1977 гг. начальник комплексной лаборатории, зам. директора по научной работе Научно-исследовательского и проектно-конструкторского института по добыче полезных ископаемых открытым способом.
С 1977 по 2011 г. директор (генеральный директор) Научно-исследовательского и проектно-конструкторского института охраны окружающей среды в угольной промышленности (НИИОСуголь) (в 1996 г. переименован в Межотраслевой НИИ экологии топливно-энергетического комплекса, МНИИЭкоТЭК, с 2007 — ОАО) (Пермь).
В 1992 году защитил в Московском горном институте докторскую диссертацию «Экологизация горного производства в угольной промышленности». В 1998 году присвоено ученое звание профессора.
С 1994 г. по совместительству преподавал в Магнитогорском государственном техническом университете, профессор кафедры открытой разработки месторождений полезных ископаемых.
Специалист в области технологии и экологии горного производства.
Автор (соавтор) около 200 научных трудов.
Автор не имеющего аналогов в мировой практике микробиологического способа рекультивации земель.
Получил 14 авторских свидетельств на изобретения и 9 зарубежных патентов.
Сочинения:
- Экологическое оздоровление промышленного производства / А. П. Красавин. — Пермь : Звезда, 2005. — 239, [2] с., [4] л. цв. ил. : ил., табл., цв. портр.; 23 см; ISBN 5-88187-274-6 (В пер.)
- Защита окружающей среды в угольной промышленности / А. П. Красавин. — М. : Недра, 1991. — 220,[1] с. : ил.; 22 см; ISBN 5-247-01311-5 : 90 к.
- У истоков отраслевой экологии / А. П. Красавин. — Пермь : Золотой город, 2001. — 254, [1] с., [6] л. цв. ил., портр.; 23 см; ISBN 5-88187-126-X
- На стремнине экологических проблем : избранные публикации / А. П. Красавин. — Пермь : Звезда, 2006. — 207, [1] с. : ил.; 23 см; ISBN 5-88187-289-4
- Забойщик на рудниках [Текст] : [Учеб. пособие для подготовки рабочих на производстве] / А. П. Красавин, Н. Н. Попов, Э. И. Богуславский. — Москва : Госгортехиздат, 1963. — 151 с. : ил.; 21 см.
- Рекультивация земель на разрезах [Текст] : (Обзор) / А. П. Красавин, Ю. М. Васильков, А. Н. Шауфлер. — Москва : ЦНИЭИуголь, 1975. — 38 с. : ил.; 20 см. — (Технология добычи угля открытым способом/ Центр. науч.-техн. ин-т экономики и науч.-техн. информации угольной пром-сти).
- Экологический мониторинг при ликвидации шахт и разрезов [Текст] : [монография] / [авт. коллектив : Красавина А. П. и др. ; под общ. ред. А. П. Красавина и др.]. — Пермь : МНИИЭКО ТЭК, 2010. — 315 с. : ил., цв. ил., табл.; 21 см; ISBN 978-5-9901298-3-2
- Малышенко В. С., Каплунов Ю. В., Красавин А. П., Харионовский А. А. Совершенствование природоохранных работ в угольной промышленности. М.: ЦНИЭИуголь, 1992. — 142 с.

Лауреат премии Совета Министров СССР (1985). Заслуженный деятель науки и техники Российской Федерации (1994). Награждён орденом Почёта (1998), медалями и знаками «Шахтерская слава» трёх степеней (1980, 1981, 1984), «Трудовая слава» I степени (2001).